# Искате ли да танцувате с мен?
„Искате ли да танцувате с мен?“ (на френски: Voulez-vous danser avec moi?) е криминална драма от 1959 година на режисьора Мишел Боарон с участието на Брижит Бардо, Анри Видал и Даун Адамс, екранизация на романа „Блондинката умира танцувайки“ на Кели Роос. Филмът е копродукция на Франция и Италия.

## Сюжет
Изправяйки се срещу желанието на баща си Албер (Ноел Рокювер), който е заможен индустриалец, Виржиния (Брижит Бардо) се омъжва за зъболекаря Ерве Дандио (Анри Видал). Три месеца по-късно цялата страст между тях е изчезнала и след поредния скандал Ерве напуска дома им, отправяйки се към един бар. Там той е съблазнен от Анита Флорес (Даун Адамс), червенокоса инструкторка по танци, без да подозира, че тя е изпечена измамница и е изпратила приятеля си Леон (Серж Гейнсбург) да им направи снимки докато общуват помежду си. Въпреки че в крайна сметка Ерве решава да остане верен на съпругата си, Леон успява да заснеме няколко интимни момента между него и Анита.
Ерве категорично отказва да се подаде на някой от опитите на Анита да го изнудва до момента, в който една вечер тя го търси по телефона. Виржиния и Албер подслушват разговора, от което Виржиния заключава, че Ерве си има любовница. На следващия ден тя го проследява до танцовото студио на Анита и шпионира през ключалката. Виржиния вижда мъртвото тяло на Анита, лежащо в близост до Ерве, който държи в ръката си пистолет. Ерве убеждава Виржиния, че е невинен и двамата напускат местопрестъплението през задния изход, но са забелязани от някои служители на студиото. За да докаже невинността на Ерве, Виржиния успява да убеди съпруга на Анита, господин Флорес (Дарио Морено) да я наеме като инструктор по танци и така да се опита сама да събере повече информация.
Един ден докато обикаля из студиото, Виржиния забелязва, че Леон краде пари от портфейла и, след което дочува разговор между него и любовницата му Дейзи (Мария Пакоме), в който те планират да подведат детективите. След няколко разговора с инспекторите, Виржиния е убедена, че е открила убиеца. Според нея това е Жерар Лалеман. Понеже детективите не и вярват, тя решава да се свърже с него. Виржиния разговаря с Жерар по телефона и успява да си уреди среща с него, но когато той не се появява, тя открива адреса му и отива да го посети. Пристигайки там, Виржиния установява, че господин Лалеман е мъртъв от повече от три години. Тя разбира, че всъщност е разговаряла със сина на Лалеман, Жерар-младши (Жорж Декриер), който е същия очарователен гей, когото тя е срещала в студиото.
Междувременно, Леон е арестуван за изнудване спрямо Ерве. Той признава, че е мистериозният човек, който е напуснал студиото през покрива в нощта на убийството на Анита, но твърди, че Ерве е убиеца. За изненада на Ерве, Албер му дава алиби пред детективите. В същото време Виржиния вярва, че е проследила Жерар-младши до нощния клуб „Блу Фетиш“, в който се събират хомосексуални, където той се представя под псевдонима Даниел. След като се сблъсква с него лице в лице, тя осъзнава, че всъщност Даниел (Филип Нико) не е Жерар, а съвсем различен човек и се отправя към дома на Лалеман.
Там тя открива, че Жерар се познава с Флорес и Дейзи, които са дали лъжливи показания, докато той все още е бил заподозрян за убийството на Анита. Виржиния узнава, че приживе Анита е била любовница на Жерар-старши, който и е завещал $ 50 000 000 като наследство. Поради тази причина Жерар-младши е изпратил приятеля си Даниел да я убие. Невинността на Ерве е доказана и той с благодарност целува съпругата си.

## В ролите
| Изпълнител     | Роля                  |
| -------------- | --------------------- |
| Брижит Бардо   | Виржиния Дандио       |
| Анри Видал     | Ерве Дандио           |
| Даун Адамс     | Анита Флорес          |
| Дарио Морено   | господин Флорес       |
| Жорж Декриер   | Жерар Лалеман-младши  |
| Серж Гейнсбург | Леон                  |
| Мария Пакоме   | Дейзи                 |
| Франсоа Шоме   | Жозеф                 |
| Ноел Рокювер   | Албер Дековил-Лашеньо |
| Филип Нико     | Даниел                |

## Продукция
Снимките на филма протичат от 9 юли до 2 октомври 1959 година при бюджет от $ 1 000 000. Хонорарът на Брижит Бардо е в размер на $ 200 000 и е рекорден в сравнение с предишните филми, в които тя участва. Първоначално за ролята на Анита Флорес е избрана Силвия Лопес, но поради факта, че е болна от левкемия и болестта и е в напреднал стадий, тя се оттегля от снимките и е заменена от Даун Адамс. Филмът донася приходи от $ 3 196 000, но поради високите изисквания на Бардо, първоначалният продуцент Раул Леви, който я е направил звезда се оттегля и това слага край на съвместната им работа.